# Anacroneuria perpusilla
Anacroneuria perpusilla es una especie de insectos plecópteros de la familia Perlidae.

## Descripción
Los adultos presentan el cuerpo de color amarillo ocráceo, el pronoto con dos rayas marrones medio-laterales, las antenas marrones sepia (salvo la base de que es amarilla), el segmento del fémur amarillo ocráceo (exceptuando una franja estrecha y negra) y el segmento de la tibia marrón en la base y en el extremo.
El macho tiene ganchos cortos y moderadamente fuertes y una longitud de las alas anteriores de 8 mm.
Ni la hembra ni la ninfa han sido aún descritas.

## Hábitat
En su estadio inmaduro es acuático y vive en el agua dulce, mientras que como adulto es terrestre y volador.

## Distribución
Se encuentra en Sudamérica: Perú y Chile.